# Franz Alfons Hoyer
Franz Alfons Hoyer (* 19. Dezember 1913 in Kempen; † 1. Dezember 2001 in München) war ein deutscher Verlagslektor, Schriftsteller und Literaturkritiker.

## Leben
Er studierte Germanistik. Nach der Promotion (Die „Werkleute auf Haus Nyland“. Darstellung und Würdigung eines Dichterkreises) zum Dr. phil. 1939 in Freiburg im Breisgau war er Lektor im Schwann Verlag Düsseldorf, später beim Ehrenwirth Verlag in München und beim Deutschen Bücherbund. In den 1970er-Jahren leitete er einige Zeit die mehrfach im Jahr erscheinende Literaturkritiken enthaltende Zeitung Die Bücher-Kommentare. Von ihm selbst sind auch in der Stuttgarter Zeitung Rezensionen geisteswissenschaftlicher Fachbücher erschienen. Später war er in der vom Bayerischen Rundfunk produzierten Rundfunksendung Von neuen Büchern federführend. In diesem Zusammenhang war er Mitglied im Verband der deutschen Kritiker e. V. 

## Schriften (Auswahl)
- Gericht und Gnade. Gedichte. Düsseldorf 1947, OCLC 250421231.
- Erzähler der Zeit. Düsseldorf 1948, OCLC 250421219.
- Dreikönigsbuch. Erzählungen und Gedichte von den Heiligen Drei Königen. Düsseldorf 1949, OCLC 887564481.
- In einer Stunde wie dieser. Die Botschaft der Passion. Meitingen 1969, OCLC 313532248.